# Station Halewood
Halewood is een spoorwegstation van National Rail in Halewood, Knowsley in Engeland. Het station is eigendom van Network Rail en wordt beheerd door Northern Rail. 